# پتار میختارسکی
پتار میختارسکی (بلغاری: Петър Сотиров Михтарски؛ زادهٔ ۱۵ ژوئیهٔ ۱۹۶۶) بازیکن سابق و مربی فوتبال اهل بلغارستان است.
از باشگاه‌هایی که در آن بازی کرده‌است می‌توان به باشگاه فوتبال وولفسبورگ، باشگاه فوتبال پورتو، باشگاه فوتبال فامالیکاو، باشگاه ورزشی رئال مایورکا، باشگاه فوتبال لفسکی صوفیه، و باشگاه فوتبال زسکا صوفیه اشاره کرد.
وی همچنین در تیم‌های ملی فوتبال زیر ۲۱ سال بلغارستان و بلغارستان بازی کرده‌است.